# Hermacha crudeni
Hermacha crudeni är en spindelart som beskrevs av Hewitt 1913. Hermacha crudeni ingår i släktet Hermacha och familjen Nemesiidae. Inga underarter finns listade i Catalogue of Life.